# Xã Piatt, Quận Lycoming, Pennsylvania
Xã Piatt (tiếng Anh: Piatt Township) là một xã thuộc quận Lycoming, tiểu bang Pennsylvania, Hoa Kỳ. Năm 2010, dân số của xã này là 1.180 người.